# Robert McClure

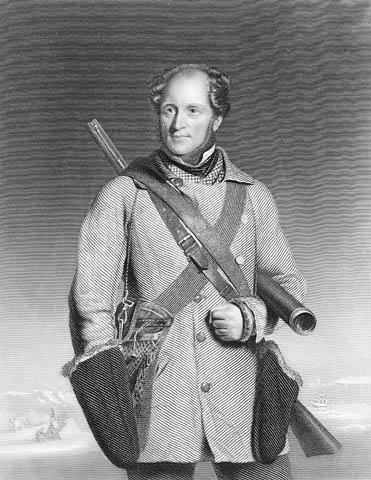
Robert McClure

Robert John Le Mesurier McClure, född 28 januari 1807 i Wexford på Irland, död 18 oktober 1873 i Portsmouth, var en engelsk sjöofficer och polarforskare som vanligen räknas som nordvästpassagens upptäckare.
McClure deltog 1836-37 i George Backs och 1848 -49 i James Clark Ross arktiska expeditioner. 1850 fick han befälet på fartyget "Investigator", som jämte det av Richard Collinson förda "Enterprise" skulle under den sistnämndes ledning tränga genom Berings sund upp i Norra ishavet för att från östra sidan söka nordvästpassagen och efterspana Franklins expedition. Sedan McClure passerat Berings sund, styrde han mot öst, undersökte Banks land och upptäckte Prins Alberts land, men frös med sitt skepp inne i det mellanliggande sundet, vilket han kallade Prinsens av Wales sund (det kallas även McClures sund). Han utforskade emellertid på släde denna passage ända till dess nordliga ända och såg 26 oktober 1850 det av William Edward Parry upptäckta Melvillesundet samt hade sålunda på visst sätt funnit den eftersökta nordvästliga genomfartsvägen.
Han hade dock ingen möjlighet med fartyget komma genom sundet eller segla omkring Banks land, och efter två övervintringar i Mercy bay på Banks lands nordkust stod han i begrepp att lämna fartyget, då Henry Kelletts och McClintocks avdelning av Edward Belchers expedition 1853 påträffade hans spår och tog besättningen med sig på sin egen äventyrliga hemfärd. För denna upptäckt av nordvästpassagen (färden beskrevs sedan av Sh. Osborn) fick McClure den utlovade belöningen på 10 000 pund sterling, knightvärdighet och guldmedaljer av de geografiska sällskapen i London och Paris.
1856-61 kommenderade McClure en flottdivision i de kinesiska farvattnen och gjorde goda tjänster under kriget mot Kina. Han fick slutligen (1873) viceamirals värdighet.